# Polyacme dentata
Polyacme dentata là một loài bướm đêm trong họ Geometridae.